# Theodosius Già
Flavius Theodosius hoặc Theodosius Già là một tướng lĩnh quân sự cao cấp phục vụ Đế quốc Tây La Mã. Ông đã được chức vụ Comes Britanniarum (Bá tước của tỉnh Britannia) và như vậy, ông thường được gọi là Comes (bá tước) Theodosius. Có một số bằng chứng rằng cha ông đã được gọi là Honorius.
Ông kết hôn với Thermantia, có lẽ vào khoảng cuối những năm 330 hoặc đầu những năm 340. Với bà, ông đã có ít nhất hai con trai, Honorius và Theodosius, sinh ra tại Cauca (Coca hiện nay, Segovia) ở Tây Ban Nha. Gia đình là những tín đồ Kitô chính thống.
Trong năm 368, Theodosius lần đầu tiên được thăng lên cấp bậc comes trong quân đội La Mã đến (giống như một vị tướng) và được phái đến tỉnh Britannia, đẩy lùi một cuộc xâm lược của các các bộ lạc man rợ khác nhau, mà ông đã thành công. Được biết đến được với ông trong chuyến viễn chinh này là con trai của ông, Theodosius, và kẻ cướp ngôi tương lai Magnus Maximus. Khi trở về, ông đã kế tục Jovinus làm Magister equitum praesentalis của Hoàng đế Valentinianus I và lãnh đạo thành công một chiến dịch chống người Alemanni vào năm 370.
Năm 373, Theodosius đã được bổ nhiệm làm tướng chỉ huy cuộc viễn chinh nhằm đàn áp các cuộc nổi loạn của Firmus ở Mauretania, mà chứng minh là một chiến thắng khác cho tài năng chỉ huy của vị tướng. Tuy nhiên, sau chiến thắng mới nhất này, Theodosius đã bị bắt, bị đưa đến Carthage, và bị hành quyết vào đầu năm 376. Những lý do cho vụ hành hình ông là không rõ ràng, nhưng có thể là do một cuộc đấu tranh quyền lực giữa các phe phái ở Ý sau cái chết đột ngột của Valentinianus I. Một thời gian ngắn trước khi ông bị hành quyết, Theodosius chấp nhận rửa tội, một phong tục phổ biến vào thời điểm đó mà nhiều tín đồ Kitô trọn đời cũng tuân theo.
Sau khi Theodosius Già bị hành quyết, con trai Theodosius của ông đã được gửi về điền trang của gia đình ở tỉnh Gallaecia.  Tuy nhiên, chỉ hai năm sau, sau thất bại tai hại của người La Mã trong trận Adrianople, Theodosius trẻ đã được phục hồi, được giao trọng trách nắm giữ quân đội La Mã ở nửa phía đông của đế quốc, và nhanh chóng được thăng lên hàng ngũ Augustus vào ngày 19 tháng 1, năm 379 sau thành công của ông trên chiến trường.